# 스파르탄 스타디움 (이스트랜싱)

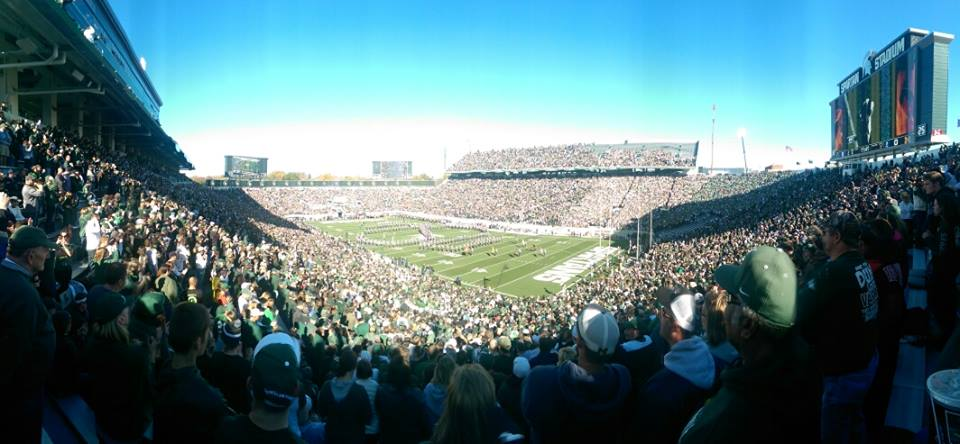
2014년 스프라탄 경기장의 모습

스파르탄 경기장, 스파르탄 스타디움(Spartan Stadium, 이전 명칭: College Field, Macklin Field, Macklin Stadium)은 미국 미시간주 이스트랜싱에서 1923년 개장된 경기장이다. 주로 미식 축구를 위해 사용되며 미시간 주립 대학교 스파르탄스의 홈 필드이다. 2004년에서 2005년 사이 럭셔리 박스와 클럽 좌석이 설치된 이후 가용 입장객 수는 72,027명에서 75,505명으로 증가하였으며 80,000명 이상의 팬들의 수와 더불어 빅 텐에서 6번째로 큰 경기장이 되었다.